# ジョシュ・ジョンソン (アメリカンフットボール)
ジョシュ・ジョンソン（Josh Johnson, 1986年5月15日 - ）はカリフォルニア州オークランド出身のアメリカンフットボール選手。現在NFLのボルチモア・レイブンズに所属している。ポジションはQB。

## 経歴

### プロ入りまで
高校時代は地元オークランドの高校でアメリカンフットボール、バスケットボール、陸上競技を行った。3年次にはチームのMIPに選ばれている。
高校卒業後彼はサンディエゴ大学に入学し1年次の2004年はトッド・モーテンセンの控えQBを務め135ヤードの獲得にとどまった。
2年次の2005年からは先発QBとなり8試合で4タッチダウン以上を記録する大活躍を見せた。バルパライソ大学との試合では大学記録となる7タッチダウンを前半だけで記録した。またモアヘッド州立大学とのパイオニア・フットボールリーグ優勝決定戦では375ヤードを投げて5タッチダウンを記録して勝利に貢献した。この年彼はパス成功率70.1%、パス獲得3256ヤード、36タッチダウンの成績を記録してチームのMVPに選ばれた。
3年次の2006年にも彼は活躍を重ねてAP通信が選ぶオールアメリカンのサードチームに選出された。彼の活躍でサンディエゴ大学は史上初めて全米トップ25に顔を出しチームは開幕から10連勝を飾った。この年彼は3320ヤードを投げて34タッチダウンを記録すると共にランでも720ヤードを走り11タッチダウンを記録した。彼に率いられた攻撃はディビジョンI-A校中、パス獲得ヤード、得点でトップとなった。この年彼は4試合で300ヤード以上を投げ、ジャクソンビル大学戦では384ヤードを記録した。この試合でチームのオフェンスは大学記録となる470ヤードを獲得した。この年のウォルター・ペイトン賞の選考で彼は6位の票を集めた。
2シーズンの活躍で2007年にもウォルター・ペイトン賞候補となった彼はプレシーズンのオールアメリカンに選出された。開幕戦に彼は403ヤードを投げて4タッチダウンパスを記録した。その後2試合連続で6タッチダウンを記録し、デイビッドソン大学戦では自己最高の428ヤード、6タッチダウンを記録した。この年彼は2988ヤードを投げ大学記録となる43タッチダウンパスを決め、インターセプトは1回であった。またランでは726ヤードを走り2タッチダウンを記録した。この年オールアメリカンのサードチームに選ばれると共にウォルター・ペイトン賞のファイナリストに彼は残った。そして通算タッチダウンパス、通算パス獲得ヤードの大学記録を残して卒業した。シーズン終了後にテキサス州ヒューストンで行われた東西オールスター戦に出場した彼は11回のパス中5回成功させ78ヤードを獲得、1タッチダウンを記録すると共に3回のランで103ヤードを走りMVPに選ばれた。
弱小校出身にもかかわらず彼は多くのチームからドラフトの際注目された。NFLコンバインでは40ヤード走で4.55秒を記録すると共に幅跳び、垂直跳びでは参加したQB中ベストの数字を出した。

### NFL
2008年のNFLドラフトで彼は5巡目全体160位でタンパベイ・バッカニアーズに指名されて入団した。2009年の開幕前、バイロン・レフトウィッチ、ドラフト1巡目されたジョシュ・フリーマン、5年目のルーク・マカウンと先発の座を争ったが4番手の評価となった。しかし将来性を期待された彼はチームに残留しマカウンがトレードされた。9月27日に行われた第3週のゲームで途中出場した彼は10月4日のワシントン・レッドスキンズ戦で初先発を果たしアントニオ・ブライアントにNFL入り後初のタッチダウンパスを投げたがチームは13-16で敗れた。しかし連敗が続き、第9週からはジョシュ・フリーマンが先発QBとなった。
2011年、第13週のカロライナ・パンサーズ戦で負傷欠場したジョシュ・フリーマンに代わり先発出場したがチームを勝利に導くことはできなかった。
2012年3月24日、サンディエゴ大学時代のコーチ、ジム・ハーボーがヘッドコーチを務めるサンフランシスコ・フォーティナイナーズと2年契約を結んだ。しかし同年8月31日の最終ロースターカットで53人の中に残れず解雇された。同年12月、ジェイ・カトラーが負傷したシカゴ・ベアーズのトライアウトにスティーブン・マギーとともに参加したが、契約にはいたらなかった。12月26日、ブランドン・ウィーデン、コルト・マッコイが負傷したクリーブランド・ブラウンズと契約を結んだ。
2012年シーズン終了後、フリーエージェントとなった彼は、2013年3月、シンシナティ・ベンガルズと契約を結んだ。2014年5月12日、ベンガルズを解雇された。
2014年5月、サンフランシスコ・フォーティナイナーズと契約を結んだが、9月20日に解雇された。その後契約と解雇を繰り返した。
2015年8月27日、ニューヨーク・ジェッツと契約を結んだが、9月5日に解雇された。10月2日、エースQBのアンドリュー・ラックが負傷したインディアナポリス・コルツと契約したが、10月5日に解雇された。10月7日、コルツと再契約を結んだが、10月12日に解雇された。10月13日にバッファロー・ビルズと契約を結んだ。
2016年3月15日にボルチモア・レイブンズと契約を結んだが、9月3日に解雇された。9月5日にニューヨーク・ジャイアンツと契約を結んだ。彼がレギュラーシーズン中アクティブとなったのは、控えQBのライアン・ナシブが負傷したことによる2試合のみであった。2017年3月17日、ジャイアンツと2年契約を結んだが、9月2日に解雇された。
2017年11月7日、放出されたマット・マグロインの代わりにヒューストン・テキサンズと契約を結んだ。11月22日に解雇されたが、脳しんとうを起こしたテイラー・ハイニケの代わりとして、12月27日に再度契約を結んだ。
2018年3月19日にオークランド・レイダースと契約して、デレック・カーの控えQBとして期待されたが、EJ・マニュエルとの争いに敗れて5月10日に解雇された。同年12月5日、アレックス・スミス、コルト・マッコイがシーズン絶望となったワシントン・レッドスキンズにマーク・サンチェスの控えとして入団した。12月9日のニューヨーク・ジャイアンツ戦の第3Qで途中出場を果たした。彼がQBとしてプレーするのは、2013年のベンガルズ時代以来のことであった。その試合で彼はパス16回中11回成功、195ヤードを投げて、1TD、1INTの成績を記録した。TDパスを投げたのは、2011年のバッカニアーズ時代以来のことであった。翌週のジャクソンビル・ジャガーズ戦では先発QBに昇格し、16-13で勝利した。この試合で彼は先発QBとして初勝利を挙げた。
2019年8月10日に デトロイト・ライオンズと契約するも、9月17日に放出された。
11月22日にXFLのロサンゼルス・ワイルドキャッツと契約した。XFLでは4試合に先発したが、新型コロナウイルスの流行により、リーグ戦が打ち切られた。
2020年、サンフランシスコ・フォーティナイナーズと契約し、11月11日にプラクティススクワッド入りした。2021年6月1日にリリースされた。
2021年8月4日にニューヨーク・ジェッツと契約した。2021年12月15日にけが人の続出したボルチモア・レイブンズに移籍して1試合で先発出場した。
2022年3月18日、デンバー・ブロンコスと契約した。2022年12月4日、トレイ・ランスおよびジミー・ガロポロが負傷したサンフランシスコ・フォーティナイナーズと契約した。NFCチャンピオンシップゲームでは先発QBのブロック・パーディが負傷したために途中出場するが、ファンブルでターンオーバーを喫し、自身も脳震盪で負傷退場した。

## 人物
彼はマーショーン・リンチの従兄弟であり彼らは同じ高校に入学した。リンチはまたロバート・ジョーダンやジャマーカス・ラッセルの従兄弟でもある。
2018年シーズン途中からワシントン・レッドスキンズに入団した彼はマッデンNFLをプレーしてチームメートの名前を覚えた。